# 사이클로알카인
사이클로알카인(cycloalkyne) 또는 시클로알킨은 여러 개의 탄소 원자가 고리처럼 결합해 있고 각각의 탄소 원자에 수소가 결합한 탄화수소로 삼중결합이 고리에 있지만 방향족이 아닌 것을 말한다.
삼중결합주변의 무리가 커서 탄소수가 8개 이상인 것만 안정하다.